# ماریا آنتسباخ
ماریا آنتسباخ (به آلمانی: Maria Anzbach) یک منطقهٔ مسکونی در اتریش است که در ناحیه زانکت پولتن-لاند واقع شده‌است. ماریا آنتسباخ ۲٬۶۲۱ نفر جمعیت دارد.